# Budapesti SC
A Budapesti Sport Club egy megszűnt labdarúgócsapat, amely tagja volt az első magyar labdarúgó-bajnokságnak, valamint a magyar bajnokságok történetének első mérkőzését is ők vívták 1901. február 17.-én a BTC ellen. Az egyesület két idényt élt meg a magyar élvonalban.

## Híres játékosok
* a félkövérrel írt játékosok rendelkeznek felnőtt válogatottsággal.
- Balló-Fey Viktor
- Bienenstock Sándor
- Koltai József
- Oláh Károly

## Sikerek
NB I
- Negyedik hely: 1901
- Ötödik hely: 1902

NB II
- Bronzérmes: 1903